# Pristis zijsron
La sierra de cresta larga (nombre científico: Pristis zijsron) es un pez de la familia Pristidae. A veces también es conocido como pez sierra verde debido al color ligeramente verdoso de su espalda. La UICN lo considera en riesgo crítico de extinción debido a la pesca indiscriminada y la obtención de trofeo. 

## Descripción
Es una especie ovovivípara. Con un rostro de 1 a 1,6 m de largo y una longitud corporal total de hasta 7,3 m. La coloración del área dorsal es marrón verdoso, las aletas dorsales son de color gris amarillento y los lados son amarillentos con un color más blanquecino hacia el vientre.

## Hábitat
Esta especie es originaria del Indo-Pacífico occidental, su área de distribución se extiende desde la costa oriental de África hasta las islas del sudeste asiático, pero también está muy extendida en Australia septentrional.
Pueden vivir en un rango de profundidad de entre 5 y 70 m.